# 東京時代まつり

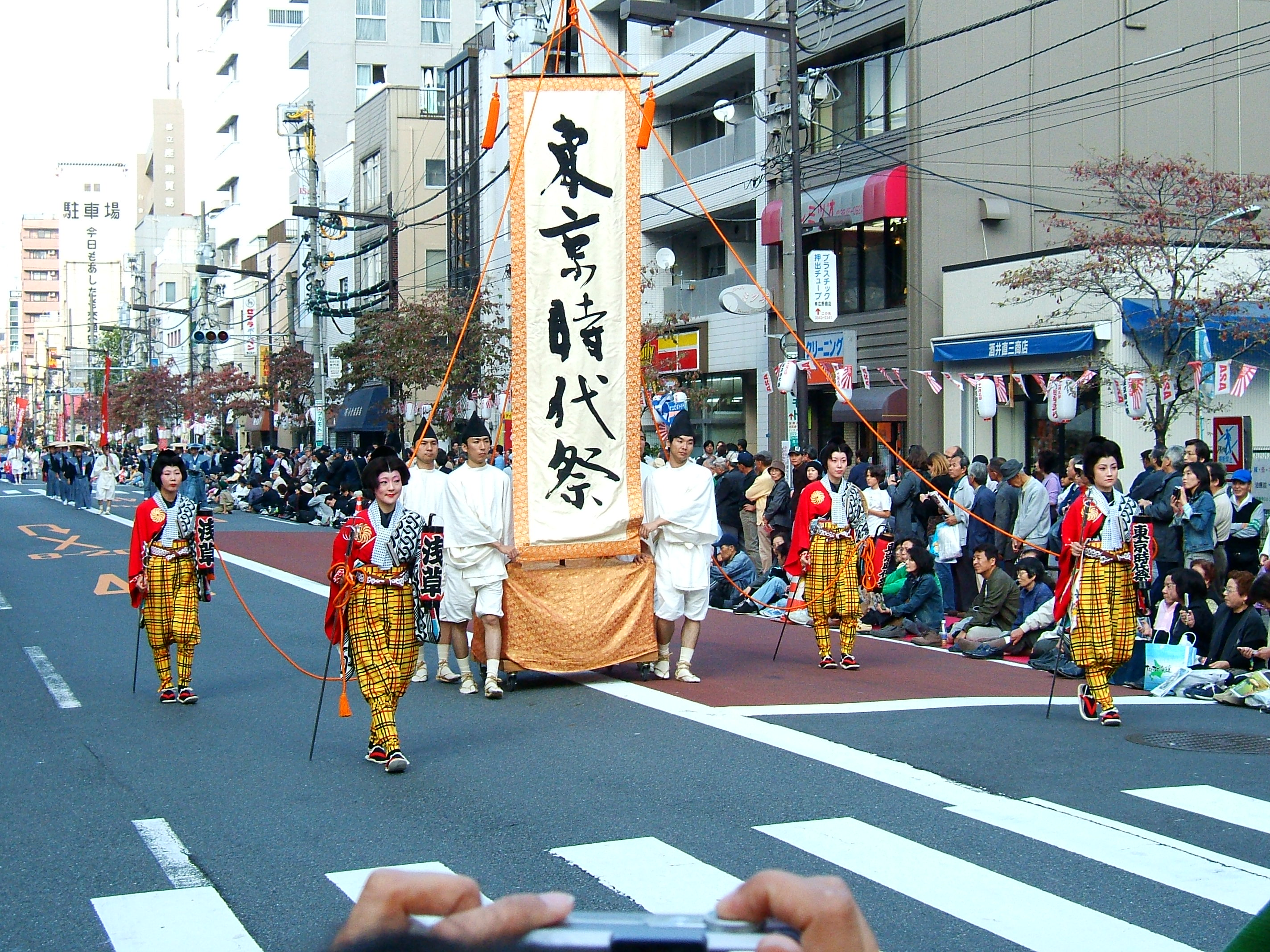
2006年11月3日

東京時代まつり（とうきょうじだいまつり）は、かつて開催されていた東京の浅草寺の周囲を練り歩く時代絵巻の祭りである。
1988年から毎年11月3日(文化の日)に行われており、最終回となる2013年までに計25回行われた。
主催は東京時代まつり実行委員会。

## 概要
- 日時：11月3日（文化の日）
  - 午後12時15分　浅草寺本堂北側広場出発
  - 午後4時00分　雷門通り西端まで
  - 当日雨天の時は小雨決行、荒天中止
- 主催：東京時代まつり実行委員会
- 後援：東京都、台東区、ときめきたいとうフェスタ推進委員会、朝日新聞、テレビ朝日
- 協賛：NPO法人 隅田川・江戸文化観光振興会
- 協力：浅草神社奉賛会、ボーイスカウト東京連盟
- ボランティアスタッフ：東京都立白鷗高等学校、東京都立台東商業高等学校
- 役員
  - 東京時代まつり実行委員会会長： 永野章一郎 （浅草観光連盟会長）
  - 名誉会長：吉住弘 （当時の台東区長）
  - 名誉顧問：清水谷孝尚 （浅草寺貫首）
- 編成人員30チーム、1,600名

## プログラム
1. 浅草のよろこび　金龍の舞
2. 東京時代まつり本旗、手古舞
3. 奉行
4. 東京のあけぼの　浅草観音示現
5. 在原業平　東下り
6. 源　頼朝　隅田川陣営
7. 北条政子　浅草寺参詣
8. 三社大権現祭礼　船渡御
9. 副旗
10. 江戸開祖　太田道灌
11. 徳川家康　江戸入府
12. 大奥御殿女中
13. 徳川家光　三社権現社再建寄進
14. 参勤交代　大名行列
15. 元禄花見踊
16. 義士の討ち入り
17. 大岡越前守と江戸町火消
18. 浅草市村座七福神舞
19. 猿若三座　江戸歌舞伎
20. 江戸の人気者
21. 江戸芸者
22. 副旗
23. 黒船来航・浦賀奉行
24. 特別参加　日野市新撰組
25. 十五代将軍　徳川慶喜
26. 江戸から東京へ
27. 文明開化　樋口一葉
28. 浅草奥山風景
29. 殿

## アクセス
各最寄駅から浅草寺本堂まで。
- 東武伊勢崎線 浅草駅 徒歩5分
- 東京メトロ銀座線 浅草駅 徒歩5分
- つくばエクスプレス 浅草駅 徒歩5分
- 都営地下鉄浅草線 浅草駅 徒歩7分

## 終焉
台東区の不正経理問題の影響で2014年は開催中止となり、2015年から再開を予定していた。ところが、当時の名誉会長であり台東区長であった吉住弘が2015年1月7日に亡くなり、これに伴う台東区長選挙で服部征夫が当選。服部区長と実行委員会による協議の結果、東京時代まつり実行委員会は解散を決定。東京時代まつりは開催終了となり、25年の歴史に幕を下ろした。